# Urdhva Hastásana

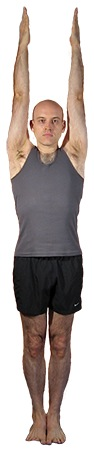
Urdhva Hasásana

Urdvha Hastásana (ऊर्ध्व हास्तासन) neboli půlměsíc je jednou z ásan.

## Etymologie
Název pochází ze sanskrtského slova Urdhva nahoru, Hasta ruka a asana (आसन) posed/pozice.

## Popis
- prsty rukou proplést, ukazováky jsou napřímené a směřují ke stropu,
- nádech, vzpažit
- výdech, úklon doprava, boky vytlačovat vlevo, ale váha je rovnoměrně rozdělená do obou chodidel, stehna zpevněná
- nádech, návrat zpět
- výdech, úklon doleva a nádech návrat zpět
- výdech, uvolnit ruce a spouštět do upažení